# Misuna
Misuna ist ein Verwaltungsbezirk (englisch Ward) des Distrikts Singida (MC) in der tansanischen Region Singida.

## Geografie
Misuna ist ein Bezirk im nördlichen Zentralteil von Tansania im Südosten der Regionshauptstadt Singida zwischen der Nationalstraße T3 im Westen und der T14 im Nordosten. Bei der Volkszählung 2022 lebten 25.655 Menschen in 6649 Haushalten auf einer Fläche von 10 Quadratkilometern.
Der Bezirk grenzt an fünf Bezirke des Distrikts Singida (MC):
| Majengo | Minga                                       |           |
| Kindai  | Kompassrose, die auf Nachbargemeinden zeigt | Mungumaji |
|         | Kisaki                                      |           |

## Gliederung
Der Bezirk besteht aus fünf Gemeinden (swahili Mtaa):
- Misuna
- Salmin
- Kimpungua
- Sokoine
- Karakana

## Wirtschaft und Infrastruktur
- Markt: In Misuna befindet sich ein Zwiebelmarkt, wo auch Zwiebel aus Moshi verkauft werden.[8]
- Bildung: Im Bezirk gibt es fünf weiterführende Schulen.[9] Die Kimpungua Secondary School[10] und die Dr. Salmin Amour Secondary School[11] sind staatliche Tagesschulen mit einer Ausbildung bis zur 4. Stufe. Von der römisch-katholischen Kirche geleitet werden die Mpinda Boys Secondary School[12] und die St. Carolus Secondary School,[13] zwei Internatsschulen, die ebenfalls bis zur 4. Stufe ausbilden. Gleichfalls privat geführt wird die Al-Azhary Secondary School,[14] die als Tages- und Internatsschule bis zur 4. Stufe ausbildet. Ebenfalls von der römisch-katholischen Kirche geleitet wird die Leher-Ausbildungs-Anstalt St. Bernard Teachers’ Training College.[15]
- Gesundheit: In der Gemeinde Sokoine liegt ein staatliches Gesundheitszentrum.[16]
- Verkehr: Im Nordwesten des Bezirks befindet sich der zentrale Busbahnhof von Singida.[3]